# Spoiler Indústria e Comércio de Veículos
Spoiler Indústria e Comércio de Veículos Ltda. war ein brasilianischer Hersteller von Automobilen.

## Unternehmensgeschichte
Das Unternehmen aus Rio de Janeiro begann 1983 mit der Produktion von Automobilen und Kit Cars. Der Markenname lautete Spoiler. 1987 endete die Produktion.

## Fahrzeuge
Das erste Modell war ein VW-Buggy. Als einer der ersten des Landes hatte er ein eigenständiges Fahrgestell anstelle des VW-Plattformrahmens. Die offene türlose Karosserie bestand aus Fiberglas und bot wahlweise Platz für zwei oder vier Personen. Hinter den vorderen Sitzen war eine Überrollvorrichtung. Eckige Scheinwerfer vom Fiat 147 waren in die vorderen Kotflügel integriert. Ein luftgekühlter Vierzylinder-Boxermotor im Heck trieb die Hinterräder an.
Die erste Ausführung hatte keine vordere Haube. Darunter befand sich nur der Tank. Die vordere Stoßstange ging nicht über die gesamte Fahrzeugbreite, sodass die Scheinwerfer nicht geschützt waren. Die erste Modellpflege brachte eine vordere Haube, unter der sich nun auch ein kleiner Kofferraum befand. Bei der zweiten Modellpflege wurden die Stoßstangen verbreitert.
Außerdem gab es Karosserieanbauteile für den Ford Maverick.